# Шоколи, Александр Александрович
Александр Александрович Шоколи (1892 — 1919) — полковник лейб-гвардии 2-й артиллерийской бригады, герой Первой мировой войны, участник Белого движения.

## Биография
Из потомственных дворян Киевской губернии. Сын полковника Александра Викентьевича Шоколи. Старший брат Николай (1887—1963) — также офицер, участник Белого движения.
Окончил Владимирский Киевский кадетский корпус (1910) и Михайловское артиллерийское училище (1913), откуда выпущен был подпоручиком в 24-ю артиллерийскую бригаду.
С началом Первой мировой войны, 7 февраля 1915 года переведен в лейб-гвардии 2-ю артиллерийскую бригаду. Удостоен ордена Св. Георгия 4-й степени
За то, что, будучи в чине подпоручика, в бою 20 августа 1915 года, когда немцы, перейдя в контр-атаку, проникли двумя ротами к ф. Липувка, заметив этот прорыв и видя, что нашей пехоты здесь нет, не взирая на сильный ружейный огонь, выкатил свое орудие вперед и на дистанцию 200—240 сажень, открыл по цепям противника сильный, внезапный огонь, стреляя до последнего снаряда, обратив немцев в бегство, дал время подойти нашей резервной роте и заполнить прорыв, чем удержал положение нашей пехоты.
Произведен в поручики 6 августа 1916 года, в штабс-капитаны — 16 сентября того же года. В 1917 году успешно окончил 2½ месячные подготовительные курсы Николаевской военной академии.
В Гражданскую войну участвовал в Белом движении в составе Добровольческой армии и ВСЮР. Сперва состоял в дивизионе своей бригады, был переименован в полковники. В 1919 году был прикомандирован к штабу командующего войсками в Терско-Дагестанском и Астраханском краях, с 25 июля того же года назначен командиром 1-го Сунженско-Владикавказского пластунского батальона. Убит 24 августа (6 сентября) 1919 года в сражении у Куппинского перевала.

## Награды
- Орден Святой Анны 4-й ст. с надписью «за храбрость» (ВП 10.11.1914)
- Орден Святой Анны 3-й ст. с мечами и бантом (ВП 3.04.1915)
- Орден Святого Станислава 2-й ст. с мечами (ВП 8.04.1915)
- Орден Святой Анны 2-й ст. с мечами (ВП 22.05.1915)
- Орден Святого Станислава 3-й ст. с мечами и бантом (ВП 2.06.1915)
- Орден Святого Владимира 4-й ст. с мечами и бантом (ВП 6.10.1915)
- Орден Святого Георгия 4-й ст. (ВП 26.11.1916)